# Margaret Mullane
Margaret Mullane est une personnalité politique britannique du Parti travailliste. Elle occupe le poste de députée pour Dagenham and Rainham depuis 2024.

## Biographie
Margaret Mullane grandit dans des HLM de Dagenham, elle fréquente l'école St Peter et se décrit comme faisant partie de la classe ouvrière. Elle étudie les sciences humaines et politiques à Birkbeck, Université de Londres.

### Carrière politique
Elle est conseillère municipale de la circonscription de Village au sein du conseil municipal de Barking and Dagenham depuis 2010 et a précédemment occupé le poste de membre du cabinet chargé de l'application des lois et de la sécurité des communautés. Elle fait campagne avec succès pour que les habitants de Wennington n'aient pas à payer la taxe sur les infrastructures communautaires pour la reconstruction des maisons perdues lors d'un incendie de forêt en 2022.
Lors des élections générales de 2024 au Royaume-Uni, elle remporte la circonscription de Dagenham and Rainham. Elle succède à Jon Cruddas, qui a décidé de ne pas se représenter en 2022, pour lequel elle a travaillé en tant que chef de bureau.